# کونترونه
کونترونه (به ایتالیایی: Controne) یک کومونه در ایتالیا است که در استان سالرنو واقع شده‌است.

## خصوصیات
کونترونه ۷ کیلومترمربع مساحت و ۸۷۳ نفر جمعیت دارد و ۲۱۰ متر بالاتر از سطح دریا واقع شده‌است.

## نگارخانه

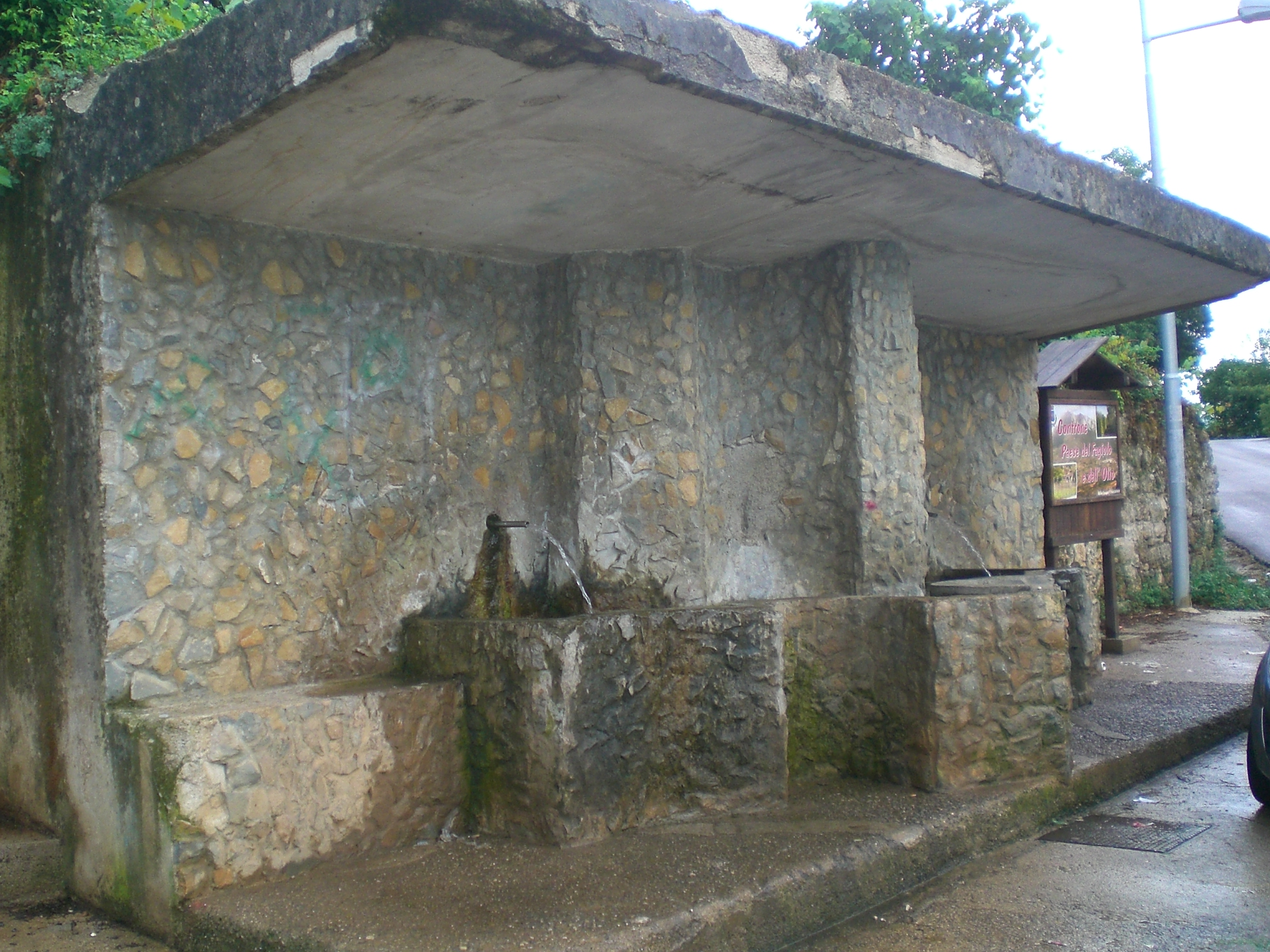
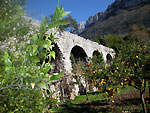